# Universidade de Iaşi
A Universidade de Iaşi (denominação completa: Universidade Alexandre João Cuza, Iaşi; em romeno, Universitatea "Alexandru Ioan Cuza", Iaşi), localizada em Iaşi, Romênia, foi fundada em 1860. Foi a primeira instituição deste tipo a se estabelecer nos principados danubianos.